# Présidence allemande du Conseil de l'Union européenne en 1999
La présidence allemande du Conseil de l'Union européenne en 1999 désigne la onzième présidence du Conseil de l'Union européenne, effectuée par l'Allemagne depuis la création de l'Union européenne en 1958.
Elle fait suite à la présidence autrichienne du second semestre 1998 et précède la présidence finlandaise du second semestre 1999.

## Contexte
Le programme de la présidence allemande de 1999 se veut réaliste, s'inscrivant dans un contexte varié marqué par l'introduction de l'euro, les élections européennes de 1999, les critiques portées contre la Commission Santer et l'Agenda 2000.
De plus, la présidence suit la conférence intergouvernementale ayant conduit au traité d'Amsterdam et doit préparé la conférence intergouvernementale de 2000 pour préparer le traité de Nice,.

## Développements
Dans le domaine de la défense, la présidence allemande est marquée par l’association de l’Allemagne à l'initiative de Saint-Malo. Le Conseil européen de juin 1999 adopta notamment des conclusions, jugées décisives, pour la PESD.

## Sources